# Filip Chytil
Filip Chytil (Kroměříž, República Checa, 5 de septiembre de 1999) apodado Chyta, es un jugador profesional checo de hockey sobre hielo que se desempeña en la posición de centro en New York Rangers, equipo de la National Hockey League (NHL).

## Carrera
Fue seleccionado en la primera ronda en la NHL Entry Draft de 2017. Hizo su debut profesional con el equipo New York Rangers, donde lleva jugando siete temporadas.